# Manuela Ripa

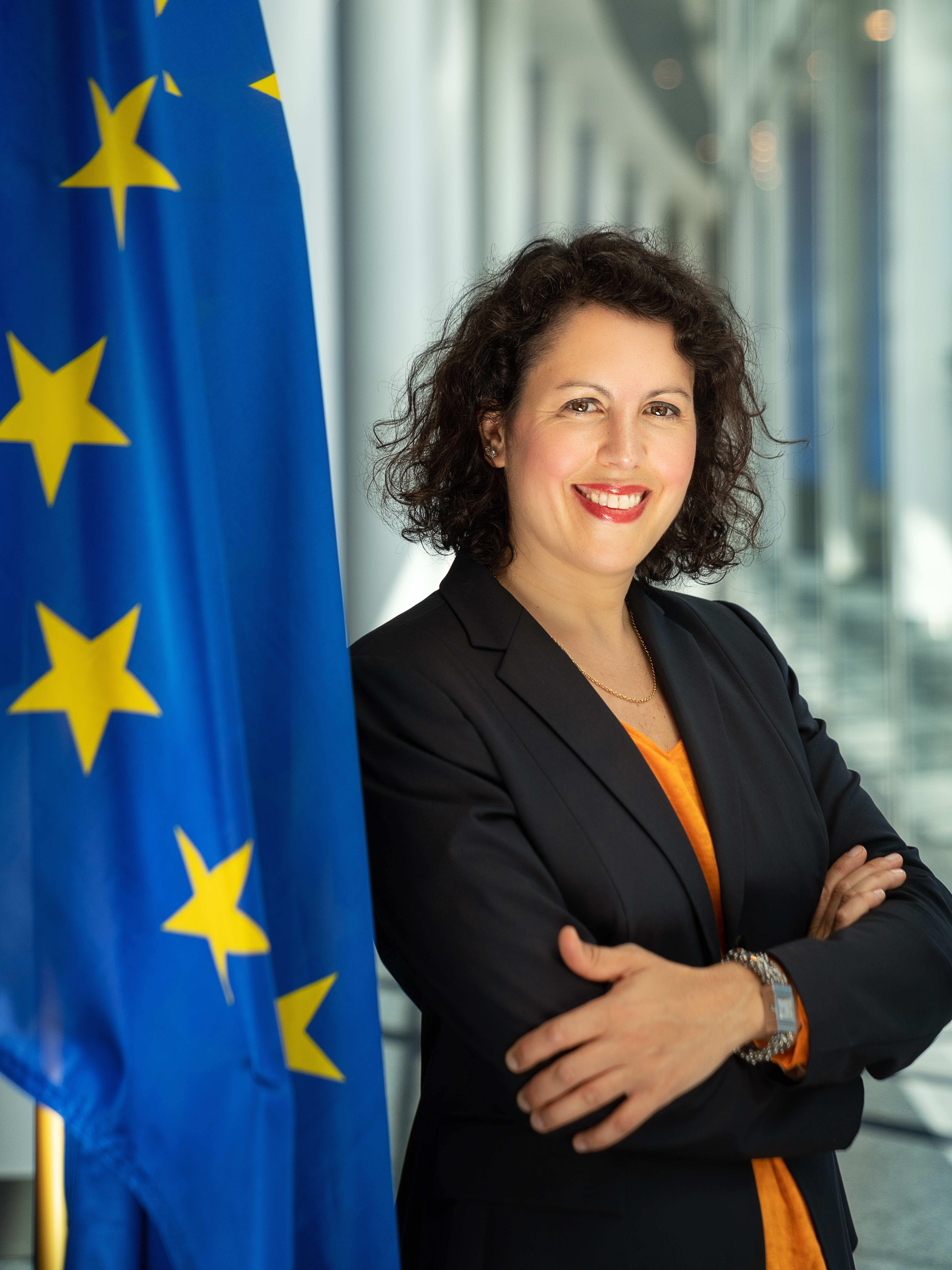
Manuela Ripa 2021

Manuela Magda Franca Maria Ripa (* 1976 in Saarbrücken) ist eine deutsche Politikerin (ÖDP). Seit dem 16. Juli 2020 ist sie Mitglied des Europäischen Parlaments. Sie gehörte dort zunächst der Fraktion der Grünen/EFA an und wechselte nach ihrer Wiederwahl bei der Europawahl 2024 zur Fraktion der Europäischen Volkspartei.

## Werdegang

### Studium und Beruf
Ripa wuchs in ihrer Geburtsstadt Saarbrücken auf und legte dort ihr Abitur am Gymnasium am Rotenbühl ab. Nach einem einjährigen Sprachstudium in London und Oxford studierte sie Rechtswissenschaften an der Universität des Saarlandes, wo sie auch ihr erstes Staatsexamen absolvierte. Das Rechtsreferendariat sowie auch das zweite Staatsexamen legte sie in Nordrhein-Westfalen ab. Stationen in ihrem Rechtsreferendariat waren unter anderem in der Staatskanzlei Nordrhein-Westfalen in Düsseldorf im Referat für Internationale Beziehungen und bei der Europäischen Kommission in Brüssel in der Generaldirektion Außenbeziehungen, Multilaterale Beziehungen und Menschenrechte. Danach war sie im Planungsstab des Auswärtigen Amtes und am Europäischen Gerichtshof in Luxemburg tätig. Von 2006 bis 2009 arbeitete sie als Assistentin im Europäischen Parlament. Dort war sie zuständig für die Ausschüsse Industrie, Forschung und Energie, den Ausschuss für Umweltfragen, öffentliche Gesundheit und Lebensmittelsicherheit, Ausschuss für Landwirtschaft und ländliche Entwicklung und den Ausschuss für Haushaltskontrolle. Im Jahre 2010 arbeitete sie im Bundesgesundheitsministerium als persönliche Referentin von Minister Philipp Rösler. Zwischen 2011 und 2020 war sie als Referentin in der Landesvertretung des Saarlandes bei der EU in Brüssel tätig, wo sie für die Themen Energie, Landwirtschaft, Umwelt, Gesundheit und Regionalförderung zuständig war. Bei der Europawahl 2019 trat sie auf Platz 2 der Liste der Ökologisch-Demokratischen Partei (ÖDP) an.

### Mitglied des Europäischen Parlaments
Am 16. Juli 2020 rückte Manuela Ripa für den ausscheidenden Abgeordneten Klaus Buchner in die Fraktion der Grünen/EFA nach. Sie war während dieser Legislaturperiode Mitglied im Ausschuss für Industrie, Forschung und Energie, dem Sonderausschuss für Krebsbekämpfung und der interfraktionellen Gruppe zum Tierschutz im Europäischen Parlament (Intergroup on the Welfare & Conservation of Animals). Weiterhin war sie stellvertretendes Mitglied im Ausschuss für Internationalen Handel und dem Ausschuss für Umweltfragen, öffentliche Gesundheit und Lebensmittelsicherheit. Daneben war Ripa stellvertretendes Mitglied in den Delegationen für die Beziehungen zu Iran und Indien.
In ihrer Arbeit als EU-Abgeordnete setzt sie sich für die Kernthemen Umweltschutz, Klimaschutz, Schutz der Biodiversität, Tierwohl, Abschaffung der Massentierhaltung und Verbraucherschutz ein.
Laut einem Pressebericht soll sie im Dezember 2022 interne Einzelheiten zu Beratungen über eine EU-Verordnung zum CO2-Grenzausgleichssystem an die saarländische Tochter des Konzerns Thyssen Krupp weitergeleitet haben. Außerdem habe sie sich für Anliegen des Unternehmens in den Beratungen eingesetzt. Auch der Saarländische Rundfunk berichtete darüber.
Am 30. Oktober 2023 wurde Ripa auf einer Wahlversammlung in Würzburg zur Spitzenkandidatin für die Europawahl 2024 aufgestellt. Bei der Europawahl am 9. Juni 2024 erreichte die ÖDP 0,6 % und damit einen Sitz. Ripa wurde damit wiedergewählt. Kurz nach der Wahl wechselte sie zur  Fraktion der Europäischen Volkspartei. Sie ist Mitglied im Ausschuss für Kultur und Bildung und stellvertretendes Mitglied im Ausschuss für Umweltfragen, öffentliche Gesundheit und Lebensmittelsicherheit. Darüber hinaus gehört sie der Delegation für die Beziehungen zu den Ländern des Mercosur an. Im Unterausschuss für öffentliche Gesundheit und in der DCAR-Delegation im Parlamentarischen Ausschuss CARIFORUM-EU ist sie stellvertretendes Mitglied.

## Weitere Aktivitäten
Manuela Ripa war Initiantin und Sprecherin der Europäischen Bürgerinitiative „Rettet die Bienen! Schutz der Artenvielfalt und Verbesserung der Lebensräume von Insekten in Europa“, die sich an das bayrische Volksbegehren „Rettet die Bienen“ anschließt, diese Bürgerinitiative hat sich mittlerweile mit der Europäischen Bürgerinitiative „Rettet Bienen und Bauern“ zusammengeschlossen.

## Privatleben
Ripa lebt in Saarbrücken und Brüssel, ist mit dem 2018 zur ÖDP gewechselten ehemaligen FDP-Politiker und heutigen CEO von Hydrogen Europe Jorgo Chatzimarkakis verheiratet und hat zwei Kinder.